# Beestenbrigade
Beestenbrigade is een Nederlands televisieprogramma, uitgezonden door KRO-NCRV op NPO Zapp. In het programma gaat boswachter Tim Hogenbosch het land in om met behulp van twee kleuters de natuur een handje te helpen.
In 2020 won het programma de Televizier-Ster Jeugd.